# Thomás Tristonho
Thomás Tristonho é um curta-metragem brasileiro lançado em 2012, dirigido por Cesar Nery e André Saito. Foi exibido inicialmente no Itaú Cultural, em São Paulo, em 30 de julho de 2012. O projeto "O que É a Tristeza para Você", tema baseado para o filme, foi criado para a divulgação do filme, do livro homônimo e de mini-documentários.

## Enredo
No filme, Thomás Tristonho acredita que tudo que for tocado por ele entristece. Convivendo com a tristeza, ele já jovem busca novos desafios e se entrega a novas experiências.

## Elenco
- Thomas Huszar - Thomas Tristonho
- Guilherme Seta - Thomas Tristonho (criança)
- Nilton Bicudo - Ansio Tristonho
- Antônio Destro - Clerk
- Jeyne Stakflett - Teresa Tristonho
- Gabriela Cerqueira - Isabela Saldanha
- Heitor Goldflus - Rabbi
- Bri Fioca - Geralda Tristonho

## Produção

### Desenvolvimento
Em 2008 inciou a criação do tema para o filme, depois foram lançados também um livro infantil e mini-documentários. Segundo os criadores do projeto "O que É a Tristeza para Você", o livro e o filme vieram em lançamento ao mesmo tempo, um fortalecendo o outro.

## Prêmios e indicações
| Ano  | Prêmio                                    | Categoria                               | Indicação               | Resultado | Ref   |
| ---- | ----------------------------------------- | --------------------------------------- | ----------------------- | --------- | ----- |
| 2012 | Heartland Film Festival                   |                                         | Cesar Nery, André Saito | Indicado  | [ 6 ] |
| 2012 | Mama Film Festival                        | Prêmio de Júri de Melhor Curta-Metragem | Cesar Nery, André Saito | Venceu    | [ 6 ] |
| 2013 | New York City International Film Festival | Melhor História Original                | Cesar Nery, André Saito | Venceu    | [ 6 ] |
| 2013 | Milano Film Festival                      |                                         | Cesar Nery, André Saito | Indicado  | [ 6 ] |
| 2013 | Festival de Moscou                        |                                         | Cesar Nery, André Saito | Indicado  | [ 6 ] |
| 2013 | Festival de Biarritz                      |                                         | Cesar Nery, André Saito | Pendente  | [ 7 ] |